# Melanargia caucasica
Melanargia caucasica är en fjärilsart som beskrevs av Alexander von Nordmann 1851. Melanargia caucasica ingår i släktet Melanargia och familjen praktfjärilar. Inga underarter finns listade i Catalogue of Life.